# Семейный план (фильм, 2023)
«Семейный план» (англ. The Family Plan) — художественный фильм режиссёра Саймона Селлана Джонса. Главные роли в фильме исполнили Марк Уолберг и Мишель Монаган. Съёмки проходили в Атланте с октября по ноябрь 2022 года. Премьера состоялась 15 декабря 2023 года на Apple TV+.

## Сюжет
Сюжет фильма рассказывает историю отца, живущего в пригороде, который вынужден отправиться с семьей в бега, когда его настигает прошлое.

## В ролях
- Марк Уолберг — Дэн Морган
- Мишель Монаган — Джессика Морган
- Саид Тагмауи — Оги
- Мэгги Кью — Гвен
- Зои Коллетти — Нина Морган
- Ван Кросби — Кайл Морган
- Киаран Хайндс — Маккаффри
- Фелиция Пирсон
- Майлз Долеак
- Валькирия[3]

## Производство
16 августа 2022 года компания Apple объявила о начале работы над фильмом с Марком Уолбергом в главной роли. В октябре 2022 года к актёрскому составу присоединились Мишель Монаган и Саид Тагмауи. Также были добавлены Киаран Хиндс, Мэгги Кью, Зои Коллетти, Ван Кросби и Майлз Долеак.
Съёмки фильма начались в октябре 2022 года в Атланте, под рабочим названием «Holiday Road». В начале ноября в центре Буффало, для фильма были сняты кадры с вертолётом. Магазин мороженого в Клермонте, Джорджия, для фильма был преобразован в закусочную Ламберта.

## Восприятие
Гай Лодж в рецензии для Variety дал отрицательную оценку, назвав фильм «странной вялой стрелялкой». Он раскритиковал сценарий, написав, что в нём «неоднократно подчёркивается несоответствие между добропорядочной белой семьёй в центре фильма и жестким жанровым разбирательством, в которое она их все больше втягивает, но без сопутствующего чувства головокружительного абсурда». Калум Марш из The New York Times дал положительную рецензию; он похвалил режиссёра Джонса, написав, что тот «хорошо держит тон комедийного триллера и снимает экшн остроумно и креативно», и написал, что «Уолберг более харизматичен, чем он был на экране почти за десять лет».
Фрэнк Шек в рецензии для The Hollywood Reporter написал: «Растягивая свою высокую концепцию, но тонкие результаты до предела, „Семейный план“ ощущается как фильм, лучшие моменты которого были показаны на Screen Rant», и что «сказать, что он предсказуем, значит оскорбить предсказуемость». Питер Брэдшоу из The Guardian пишет: «Сценарий работает эффективно, и все, кто в нем задействован, старательно его продают; постоянно крупным планом показывается милый и урчащий ребёнок, который никогда не плачет, что бы ни случилось. Но в конечном итоге роботизированный блеск фильма работает против него; сын-подросток Дэна оказывается суперталантливым геймером, и вообще весь фильм имеет эстетику Grand Theft Auto».